# Слабке гравітаційне лінзування
Слабке гравітаційне лінзування — гравітаційне лінзування, яке проявляється у слабких змінах видимих форм галактик, які можна виміряти лише статистично.
Хоча будь-яка маса викривляє шлях світла, що проходить поблизу неї, цей ефект рідко створює великі дуги та кратні зображення, як в сильному гравітаційному лінзуванні. Більшість ліній зору у Всесвіті повністю перебувають у режимі слабкого лінзування, і такі відхилення неможливо виявити на єдиному фоновому джерелі. У цих випадках наявність лінзуючої маси можна виявити шляхом статистичного порівняння багатьох фонових джерел навколо гравітаційної лінзи.
Трьома основними досліджуваними типами слабкого лінзування є (в порядку зменшення типових деформацій галактик) лінзування на скупченнях галактик, на окремих галактиках і на великомасштабній структурі Всесвіту (останнє також називають космічним зсувом).

## Методологія

Викривлення галактик, спричинене слабким лінзуванням (викривлення сильно перебільшені).
Ліворуч вгорі: Круглі галактики без лінзування.
Праворуч вгорі: Ті ж галактики зі слабким лінзуванням.
Ліворуч внизу: Еліптичні галактики без лінзування.
Праворуч вгорі: Ті ж галактики з лінзуванням.

Гравітаційне лінзування діє як перетворення координат, яке викривляє зображення фонових об'єктів (зазвичай галактик) навколо лінзуючої маси. Перетворення можна розділити на дві частини: конвергенцію та зсув. Член конвергенції збільшує розмір фонових об'єктів, а член зсуву розтягує їх по дотичній навколо лінзуючої маси.
Щоб виміряти це тангенціальне розтягування, необхідно виміряти систематичні зміни еліптичності фонових галактик. Фундаментальна проблема полягає в тому, що галактики за своєю суттю не є круглими, тому їх виміряна еліптичність є комбінацією їхньої власної еліптичності та зсуву через гравітаційне лінзування. Як правило, власна еліптичність набагато більша, ніж зсув (у 3-300 разів, в залежності від лінзуючої маси). Щоб позбутися власних еліптичностей, треба усереднити форми за великою кількістю фонових галактик. Орієнтація власних еліптичностей галактик є майже випадковою, і середня еліптичність великої кількості галактик, як правило, спричинена лінзуванням.
Іншою серйозною проблемою для слабкого лінзування є розмазування зображень через неідеальність інструментів та вплив атмосфери, що математично описується функцією розсіювання точки. Це розмазування має тенденцію робити маленькі об'єкти більш круглими, знищуючи частину інформації про їх справжню еліптичність. Як додаткове ускладнення, воно зазвичай додає об'єктам невелику систематичну еліптичність, що може імітувати справжній сигнал від слабкого лінзування. Навіть для найсучасніших телескопів цей ефект подекуди перевищує сигнал від слабкого лінзування. Корекція цього ефекту вимагає побудови для телескопа моделі того, як функції розсіювання точки змінюється в різних частинах зображення. Зорі нашої галактики використовуються для прямого вимірювання функції розсіювання точки, потім між ними проводиться інтерполяція, і отримана модель функції розсіювання точки використовується для відновлення справжніх еліптичностей галактик з «розмазаних» спостережних даних.
Для розрахунків мас лінз за спостережуваним слабким лінзуванням необхідно знати відстань за кутовим діаметром до лінз і фонових джерел. Коли спектроскопічні червоні зміщення недоступні, то відстані оцінюють за фотометричними червоними зміщеннями. Червоні зміщення також допомагають відокремити фонові галактики від галактик на передньому плані і галактик, пов'язаних із лінзуючою масою. За відсутності інформації про червоне зміщення населення переднього та заднього планів можна розділити за видимою зоряною величиною або кольором, але це набагато менш точно.

## Слабке лінзування на скупченнях галактик

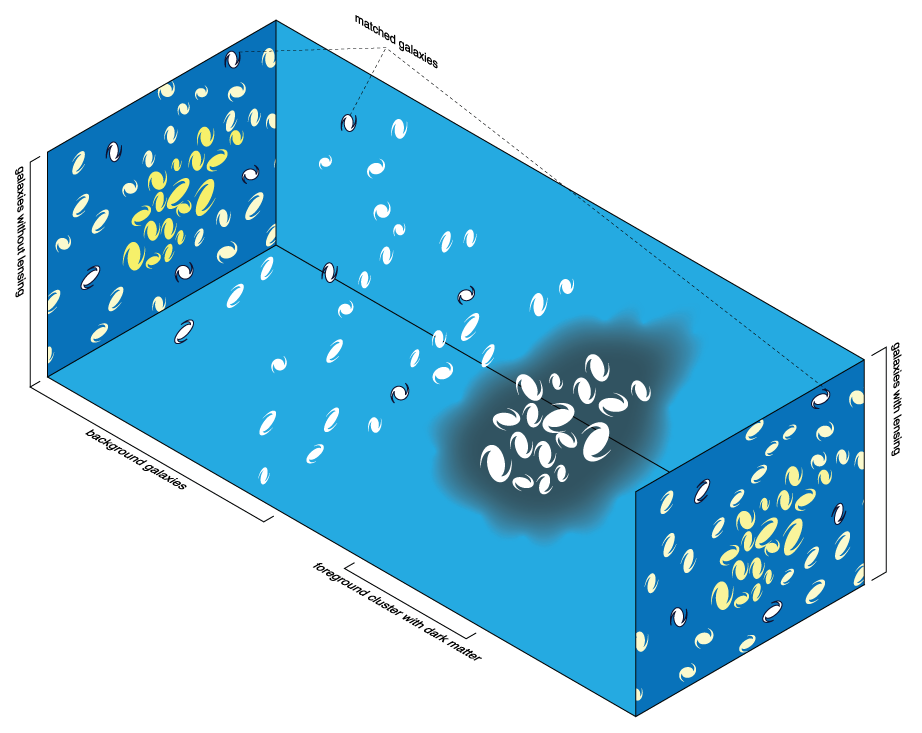
Вплив маси скупчення галактик на форми більш далеких фонових галактик. Вгорі ліворуч показані форми членів скупчення (жовтим кольором) і фонові галактики (білим кольором), ігноруючи ефекти слабкого лінзування. Внизу праворуч показані ті ж самі галактики, але враховуючи слабке лінзування: фонові галактики здаються розтягнутими по дотичній навколо скупчення. Посередині зображене тривимірне розташування галактик.

Скупчення галактик є найбільшими гравітаційно пов'язаними структурами у Всесвіті. Близько 80 % їхньої маси припадає на темну матерію. Іноді їхня гравітація може призводити до сильного лінзування — створювати зі світла фонових галактик багаторазові зображення, дуги та кільця. Але частіше виникає слабке лінзування — невеликі, але статистично узгоджені викривлення фонових джерел порядку 10 %.

### Історія
Сильне лінзування на скупченнях першими виявили Роджер Ліндс з Національної обсерваторії оптичної астрономії та Ваге Петросян зі Стенфордського університету, які помітили гігантські світлові дуги під час огляду скупчень галактик наприкінці 1970-х років. Ліндс і Петросян опублікували свої відкриття в 1986 році, хоч і не змогли пояснити походження спостережуваних дуг. У 1987 році Женев'єва Сукай з Тулузької обсерваторії та її співробітники представили дані про синю кільцеподібну структуру в Abell 370 і запропонували гравітаційне лінзування як механізм її утворення.
Перший аналіз слабкого лінзування на скупченнях галактик провели у 1990 році Ентоні Тайсон з Лабораторій Белла та його співробітники. Вони виявили узгоджені кореляції еліптичності тьмяних блакитних галактик позаду Abell 1689 і CL 1409+524.
Зазвичай слабке лінзування досліджували на найяскравіших скупченнях галактик, що робило їх чутливішими до вмісту баріонної матерії, а не до загальної маси скупчень. Однак у 2006 році Девід Віттман з Університету Каліфорнії в Девісі та його співавтори опублікували першу вибірку скупчень галактик, виявлених за допомогою гравітаційного лінзування, незалежно від баріонного вмісту.

### Методи
Зі слабкого лінзування можна знайти густину за допомогою методів, які можна розділити на два типи: пряма реконструкція та інверсія. Однак на основі одного лише зсуву неможливо однозначно визначити розподіл густини. Це зумовлено так званим виродженням масового шару: зсув у слабкому лінзуванні не змінюється при перетворенні {\displaystyle \kappa \rightarrow \kappa ^{\prime }=\lambda \kappa +(1-\lambda )} де λ – довільна стала. Виродження можливо зняти, якщо доступне незалежне вимірювання конвергенції, оскільки вона, на відміну від зсуву, не є інваріантом вищезгаданого перетворення.
Зазвичай, оцінку маси отримують із порівняння спостережуваного слабкого лінзування з теоретичними розрахунками на основі моделі густини скупчення галактик із кількома вільними параметрами. Наприклад, часто вживаними теоретичними моделями є профілі сингулярної ізотермічної сфери і Наваро-Френка-Вайта. Червоний зсув фонових галактик та лінзуючого скупчення, необхідні для розрахунків, можна точно виміряти за допомогою спектроскопії або оцінити за допомогою фотометрії. Індивідуальні оцінки мас за допомогою слабкого лінзування можна отримати лише для наймасивніших скупчень, і навіть у таких випадках маса виявляється зпроєктованою вздовж променя зору.

### Результати

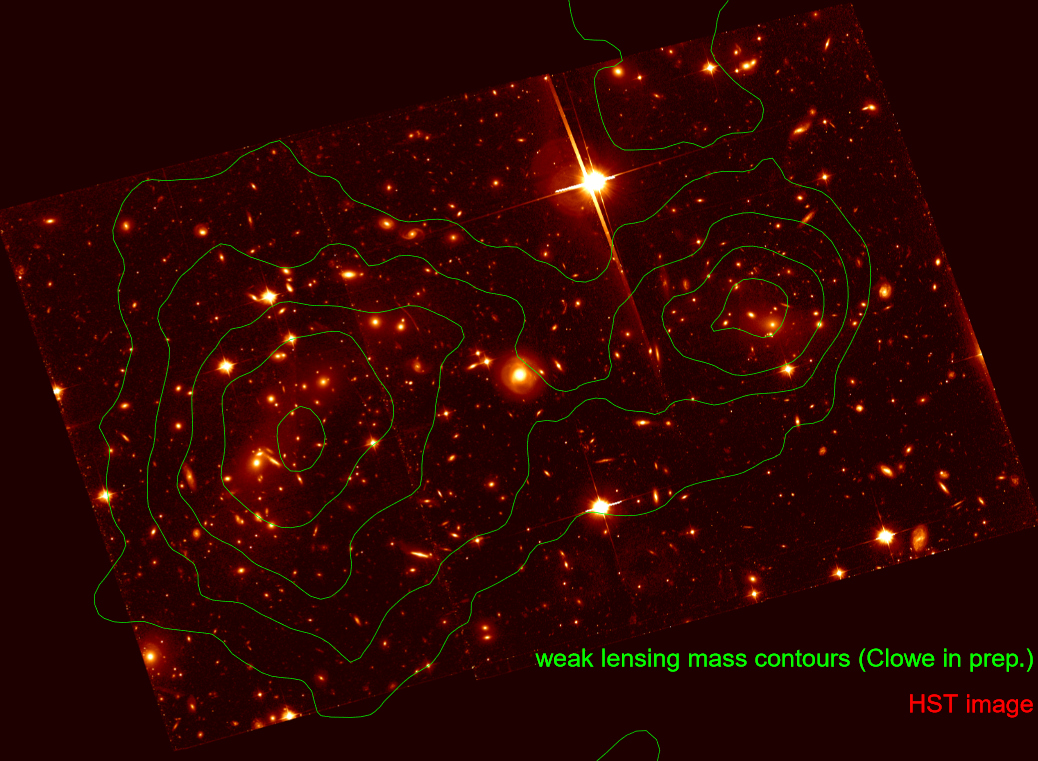
Зображення скупчення Куля з космічного телескопа Габбл із накладеними контурами загальної маси (переважно темної матерії), отриманими з аналізу лінзування.

Оцінки маси скупчень, отримані за допомогою гравітаційного лінзування, є особливо цінними, бо цей метод не вимагає припущень щодо динамічного стану чи історії зореутворення скупчення. Лінзування також потенційно може виявляти «темні скупчення», що містять надмірну концентрацію темної матерії, але відносно невелику кількість баріонної матерії. Порівняння розподілу темної матерії, отриманого з лінзування, з розподілом баріонної, отриманим з оптичних чи рентгенівських даних, показує зв'язок темної матерії з зорями і міжгалактичним газом. Яскравим прикладом такого порівняння є скупчення Куля. Його дослідження дозволяє накласти обмеження на моделі модифікованої ньютонівської динаміки та на стандартну космологічну модель.
Оскільки щільність скупчень як функція маси та червоного зміщення чутлива до космологічної моделі, підрахунок скупчень, отриманий за допомогою великих оглядів за методом слабкого лінзування, може обмежити космологічні параметри. На практиці, однак, проєктування великої кількості галактик вздовж променя зору спричиняє багато хибно позитивних результатів. Слабке лінзування також можна застосувати для визначення залежності маси скупчення (визначеної через слабке лінзування для великого ансамблю скупчень) від його спостережуваних оптичних властивостей, хоча це співвідношення може мати великий розкид.

## Слабке лінзування на галактиках
Лінзування галактик на галактиках — це окремий тип слабкого (й іноді сильного) гравітаційного лінзування, у якому лінзуючою масою виступає окрема галактика (на відміну від скупчення галактик або великомасштабної структури Всесвіту). Слабке лінзування на галактиках дає сигнал середньої сили (зсув ~1 %) — менше, ніж для лінзування на скупченнях галактик, але більше, ніж для космічного зсуву.

### Історія
Тайсон і його співробітники першими висунули концепцію лінзування галактик на галактиках в 1984 році, хоча результати спостережень їхнього дослідження були непереконливими. Лише в 1996 році було виявлено перші натяки на таке лінзування, а перші статистично значущі результати були опубліковані лише в 2000 році. Після цих перших відкриттів застосування більших телескопів із високою роздільною здатністю та поява спеціалізованих широкопольних оглядів галактик значно збільшили спостережувану щільність як фонових джерел, так і лінзуючих галактик, що дозволило отримати значно більшу статистичну вибірку, полегшивши виявлення слабкого лінзування. Сьогодні[коли?] вимірювання слабкого лінзування є широко вживаною технікою в спостережній астрономії та космології, яка часто застосовується[джерело?] паралельно з іншими способами визначення фізичних характеристик лінзуючої галактики.

### Методи
Подібно до слабкого лінзування на скупченнях галактик, виявлення лінзування на галактиках вимагає вимірювання форм галактик і пошуку статистичних кореляцій між ними. Через відносно низьку масу лінз і випадковість форм фонових галактик («шум форми») цим методом неможливо виміряти маси окремих галактик. Однак, об’єднавши разом сигнали вимірювань багатьох окремих лінз (техніка, відома як «стекінг», англ. stacking), відношення сигнал/шум покращується, і це дозволяє отримувати статистично значущий сигнал, усереднений для всього набору лінз.

### Результати
Лінзування галактик на галактик застосовується для вимірювання величин, повʼязних з масами галактик. Зокрема, вдається досліджувати профіль густини галактик на великих відстанях від центра (від ~1 до ~100 ефективних радіусів). Порівнюючи виміряну масу зі спостережуваною світністю, можна визначати відношення маса/світність, — величину, особливо корисну для розуміння розподілу темної матерії у Всесвіті. Визначаючи маси галактик на великих червоних зміщеннях, коли Всесвіт був набагато мододшим, можна досліджувати, як маси галактик змінювалися з часом і як відбувалась еволюція галактик.

## Космічний зсув
Гравітаційне лінзування на великомасштабній структурі Всесвіту також призводить до деформацій фонових галактик. Ці деформації становить лише ~0,1%-1% — набагато менше, ніж лінзування на скупченнях або на окремих галактиках. Наближення тонкої лінзи, яке зазвичай застосовується для лінзування на скупченнях або на галактиках, не завжди працює в цьому режимі, оскільки структури можуть простягатись на значну частину променя зору. Формалізм гравітаційного лінзування в цьому випадку також отримують, розглядаючи відображення кутового положення {\displaystyle {\vec {\beta }}} нелінзованої галактики в її лінзоване положення {\displaystyle {\vec {\theta }}}. Якобіан цього перетворення можна записати як інтеграл по гравітаційному потенціалу {\displaystyle \Phi } вздовж променя зору
{\displaystyle {\frac {\partial \beta _{i}}{\partial \theta _{j}}}=\delta _{ij}+\int _{0}^{r_{\infty }}drg(r){\frac {\partial ^{2}\Phi ({\vec {x}}(r))}{\partial x^{i}\partial x^{j}}}},
де {\displaystyle r} це супутня відстань, {\displaystyle x^{i}} — поперечні відстані, а
{\displaystyle g(r)=2r\int _{r}^{r_{\infty }}\left(1-{\frac {r^{\prime }}{r}}\right)W(r^{\prime })}
це так зване ядро лінзування, яке визначає ефективність лінзування для розподілу джерел {\displaystyle W(r)}. Як і в наближенні тонкої лінзи, якобіан можна розкласти на члени зсуву та конвергенції.

### Кореляційні функції зсуву
Оскільки великомасштабні космологічні структури не мають чітко визначеного розташування, виявлення космологічного гравітаційного лінзування зазвичай включає обчислення кореляційних функцій зсуву, які вимірюють середній добуток зсуву в двох точках як функцію відстані між цими точками. Оскільки існує два компоненти зсуву, можна визначити три різні кореляційні функції:
{\displaystyle \xi _{++}(\Delta \theta )=\langle \gamma _{+}({\vec {\theta }})\gamma _{+}({\vec {\theta }}+{\vec {\Delta \theta }})\rangle }
{\displaystyle \xi _{\times \times }(\Delta \theta )=\langle \gamma _{\times }({\vec {\theta }})\gamma _{\times }({\vec {\theta }}+{\vec {\Delta \theta }})\rangle }
{\displaystyle \xi _{\times +}(\Delta \theta )=\xi _{+\times }(\Delta \theta )=\langle \gamma _{+}({\vec {\theta }})\gamma _{\times }({\vec {\theta }}+{\vec {\Delta \theta }})\rangle }
де {\displaystyle \gamma _{+~}} є компонентом уздовж або перпендикулярно до {\displaystyle {\vec {\Delta \theta }}}, і {\displaystyle \gamma _{\times }} є компонентом під 45° до {\displaystyle {\vec {\Delta \theta }}}. Ці кореляційні функції зазвичай обчислюють шляхом усереднення за багатьма парами галактик. Остання кореляційна функція, {\displaystyle \xi _{\times +}}, взагалі не змінюється під дією лінзування, тому ненульове значення цієї функції часто інтерпретується як ознака систематичної похибки.
Функції {\displaystyle \xi _{++~}} і {\displaystyle \xi _{\times \times }} можуть бути пов’язані з проєкціями (інтегралами з певними ваговими функціями) кореляційної функції густини темної матерії, яку можна теоретично передбачити з космологічної моделі через її перетворення Фур’є, спектр потужності матерії.
Оскільки вони обидва залежать від одного скалярного поля густини, {\displaystyle \xi _{++~}} і {\displaystyle \xi _{\times \times }} не є незалежними, і їх можна далі розкласти на кореляційні функції E-моди та B-моди. За аналогією з електричним і магнітним полями, поле E-моди не має завихреності, а поле B-моди не має дивергенції. Оскільки гравітаційне лінзування може створювати лише поле E-моди, B-мода забезпечує ще один тест на систематичні помилки.
Кореляційна функція E-моди також відома як дисперсія маси апертури (aperture mass variance)
{\displaystyle \langle M_{ap}^{2}\rangle (\theta )=\int _{0}^{2\theta }{\frac {\phi d\phi }{\theta ^{2}}}\left[\xi _{++}(\phi )+\xi _{\times \times }(\phi )\right]T_{+}\left({\frac {\phi }{\theta }}\right)=\int _{0}^{2\theta }{\frac {\phi d\phi }{\theta ^{2}}}\left[\xi _{++}(\phi )-\xi _{\times \times }(\phi )\right]T_{-}\left({\frac {\phi }{\theta }}\right)}
{\displaystyle T_{+}(x)=576\int _{0}^{\infty }{\frac {dt}{t^{3}}}J_{0}(xt)[J_{4}(t)]^{2}}
{\displaystyle T_{-}(x)=576\int _{0}^{\infty }{\frac {dt}{t^{3}}}J_{4}(xt)[J_{4}(t)]^{2}}
де {\displaystyle J_{0}~} і {\displaystyle J_{4}~} - функції Бесселя.
Таким чином, точне розкладання вимагає знання кореляційних функцій зсуву на нульовій відстані, але наближене розкладання є досить нечутливим до цих значень, оскільки {\displaystyle T_{+}~} і {\displaystyle T_{-}~} малі поблизу {\displaystyle \theta =0~}.

### Слабке лінзування та космологія
Здатність слабкого лінзування обмежувати спектр потужності матерії робить його потенційно потужним тестом для визначення космологічних параметрів, особливо в поєднанні з іншими спостереженнями, такими як космічний мікрохвильовий фон, наднові зорі та огляди галактик. Виявлення надзвичайно слабкого сигналу космічного зсуву потребує усереднення за великою кількістю фонових галактик, тому огляди мають бути як глибокими, так і широкими, а оскільки ці фонові галактики малі, якість зображень має бути дуже високою.
Хоча слабке лінзування на великомасштабній структурі обговорювалося ще в 1967 році, через складність його вимірювання його виявили більше, ніж через 30 років потому, коли великі ПЗЗ-камери дозволили проводити огляди необхідного обсягу та якості. У 2000 році чотири незалежні групи опублікували перші дані про космічний зсув, а подальші спостереження почали накладати обмеження на космологічні параметри (зокрема, густину темної матерії {\displaystyle \Omega _{m}~} і амплітуду спектру потужності {\displaystyle \sigma _{8}~}), які є конкурентоспроможними з іншими методами спостережної космології.
Для поточних і майбутніх оглядів однією з цілей є використання червоних зсувів фонових галактик (часто апроксимованих за допомогою фотометричних червоних зсувів), щоб розділити огляд на кілька діапазонів за червоним зміщенням. Діапазони з низьким червоним зміщенням будуть лінзовані тільки структурами, розташованими дуже близько до спостерігача, тоді як діапазони з високим червоним зсувом будуть лінзовані структурами на широкому відрізку значень червоного зміщення. Ця техніка, яка отримала назву «космічна томографія», дає змогу відновити тривимірний розподіл маси. Оскільки третій вимір включає не лише відстань, але й космічний час, томографічне слабке лінзування чутливе не лише до теперішнього спектру потужності матерії, а й до його еволюції протягом історії Всесвіту, а також до історії розширення Всесвіту протягом цього часу. Це потужний спосіб визначення космологічних параметрів лежить в основі багатьох експериментів для вимірювання властивостей темної енергії та темної матерії, таких як Dark Energy Survey, Pan-STARRS і Великий синоптичний оглядовий телескоп.
Слабке лінзування також має важливий вплив на космічний мікрохвильовий фон і дифузне випромінювання водню на лінії 21 см. Незважаючи на те, що в цих діапазонах немає чітких розділених джерел, слабке лінзування на великомасштабній структурі Всесвіту призводить до змін у спектрі потужності та статистиці спостережуваного сигналу. Оскільки сигнали реліктового випромінювання та радіолінії 21 см з великим червоним зміщенням приходять з більших відстаней, ніж світло видимих галактик, їхнє слабке лінзування дозволяє досліджувати космологію молодшого Всесвіту, ніж лінзування галактик.